# Набуриманну
Набуриманну (в античных источниках Набуриан — греч. Ναβουριανός, латин. Naburianus) (жил предположительно между VI и III веками до н. э.) — халдейский астроном и математик.
В античных классических и клинописных источниках упоминается астроном с таким именем:
- Греческий географ Страбон Амасский, в «Географии» 16.1.6, пишет: «В Вавилонии выделены особые поселения для местных философов, так называемых халдеев, которые занимаются преимущественно астрономией. Некоторые из них выдают себя за астрологов, хотя другие их не признают. Существует какое-то племя халдеев и даже область в Вавилонии, где они живут, поблизости от арабов и так называемого Персидского моря. Есть несколько родов халдеев-астрономов: одни называются орхенами, другие — борсиппенами и несколько других — разными именами; они делятся как бы на разные секты с различными учениями по одним и тем же вопросам. Математики упоминают некоторых из этих людей, например Кидена, Набуриана и Судина».
- На повреждённом колофоне клинописной глиняной таблички с лунными эфемеридами для 49-48 гг. до н. э. сказано, что это терситу принадлежит Набуриманну. Это похоже на колофоны глиняных табличек, на которых сказано, что они терситу Кидинну.

Значение терситу не известно наверняка. Франц Ксавьер Куглер предположил, что терситу может быть истолковано как «табличка» в этом случае; в другом контексте значением кажется «инструмент». П. Шнабел в серии газет(1923-27), интерпретировал фразу как обозначение авторства. Основываясь на этом, он утверждал, что Набуриманну создал Вавилонскую Систему А эфемерид солнечной системы, и что Кидинну позднее разработал Вавилонскую Систему Б. Отто Нейгебауэр отнёсся сдержанно к этому заключению и оспаривал дальнейшие выводы о жизни и работах Набуриманну. Математик Ван дер Варден в дальнейшем (1963, 1968, 1974) вынес предположение, что Система А была разработана во время правления Дария I (521—485 гг. до н. э.). Система А, которая использует ступенчатую функцию, кажется чем-то более примитивным, нежели Система Б, которая использует кусочно-линейную функцию, но Система А более последовательна. Хотя Система А и возникла раньше, обе системы использовались как минимум до первого века до н. э.
Самые ранние сохранившиеся глиняные таблички Системы А (BM 36651, 36719, 37032, 37053) вычисляют эфемериды планеты Меркурий с 424 по 401 гг до н. э. Древнейшая сохранившаяся лунная табличка датируется 306 г. до н. э. (эллинистический период). Если Набуриманну был создателем Системы А, то, основываясь на этом, можно сказать, что время его жизни располагалось между древнеперсидской эпохой и македонскими военными походами.